# MTV Classic
MTV Classic (cunoscut în trecut ca VH1 Classic) este un post de televiziune cu profil muzical lansată pe 1 iulie 1999. Acesta este operat ca parte a unității MTV Entertainment Group a Paramount Media Networks, o filială a Paramount Global, și prezintă în primul rând videoclipuri muzicale și înregistrări de concerte din anii 1970 până în mijlocul anilor 1990, deși a inclus anterior o gamă mai largă de genuri și perioade de timp. Acest canal este un canal soră a VH-1.

## Legături externe
- Site web oficial Arhivat în 2 ianuarie 2017, la Wayback Machine.
- Classic Rock Arhivat în 27 iunie 2013, la Wayback Machine. pe VH1